# Robert Lorimer

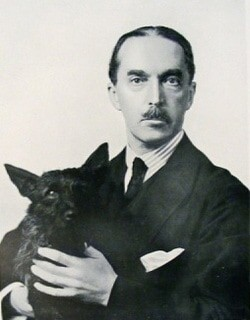
Robert Lorimer ca. 1900

Sir Robert Stodard Lorimer (* 4. November 1864 in Edinburgh; † 13. September 1929 ebenda) war ein schottischer Architekt und Möbeldesigner.

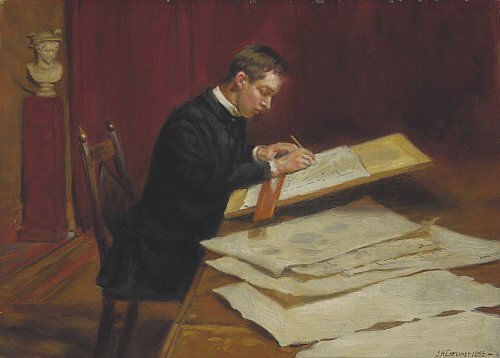
Robert Lorimer bei der Arbeit, gemalt von seinem älteren Bruder John Henry Lorimer (1886), National Gallery of Scotland

## Leben
Robert Lorimer wurde als Sohn des James Lorimer, eines Professors für Öffentliches Recht an der Universität Edinburgh, geboren. Er war der Bruder des bekannten Kunstmalers John Henry Lorimer und Vater des späteren Bildhauers Hew Lorimer.
Seine Ausbildung begann er an der Edinburgh Academy und bis 1890 studierte er an der Universität Edinburgh.
1878 hatte die Familie Lorimer das Kellie Castle in Fife gepachtet, und gemeinsam begann sie mit der Restaurierung und dem Umbau zu einem Ferienhaus.
Lorimers Arbeit als Architekt begann er 1890 bei Sir Robert Rowand Anderson. 1893 eröffnete er sein eigenes Architektenbüro. Sein Stil war von der schottischen Architektur des 16. und 17. Jahrhunderts (Scots Baronial) geprägt und wurde zusätzlich von den Ideen William Morris’ beeinflusst. Lorimer versammelte mehrere Künstler und Handwerker um sich, sie entwarfen landschaftliche Haustypen und organisierten Möbel- und Kunstausstellungen in London.
1896 wurde er in die Gilde für Kunsthandwerker und 1916 in eine Freimaurerloge aufgenommen.
Bekannt wurde er 1900 auch durch die sogenannten weißen „Colinton Cottages“, die er in Colinton bei Edinburgh errichten ließ. Sie verknüpften den traditionellen Baustil mit Kunst und Möbeln des Jahrhunderts. Zu den Cottages gehörte jeweils ein eigener Garten. Auch die Gestaltung der Kapelle Thistle Chapel in der St Giles’ Cathedral in Edinburgh wurde von Robert Lorimer als Architekt geleitet.
Er war Präsident der Vereinigung der Architekten in Schottland (Incorporation of Architects in Scotland) und wurde 1911 in den Adelsstand zum Knight Bachelor, sowie 1927 zum Knight Commander des Order of the British Empire erhoben.

## Bauwerke (Auswahl)
Vor dem Ausbruch des Ersten Weltkrieges lag Lorimers Arbeitsinteresse auf der Restaurierung und den Erhalt von schottischen Burgen, Schlössern und Kirchen sowie den Entwürfen von öffentlichen Gebäuden.

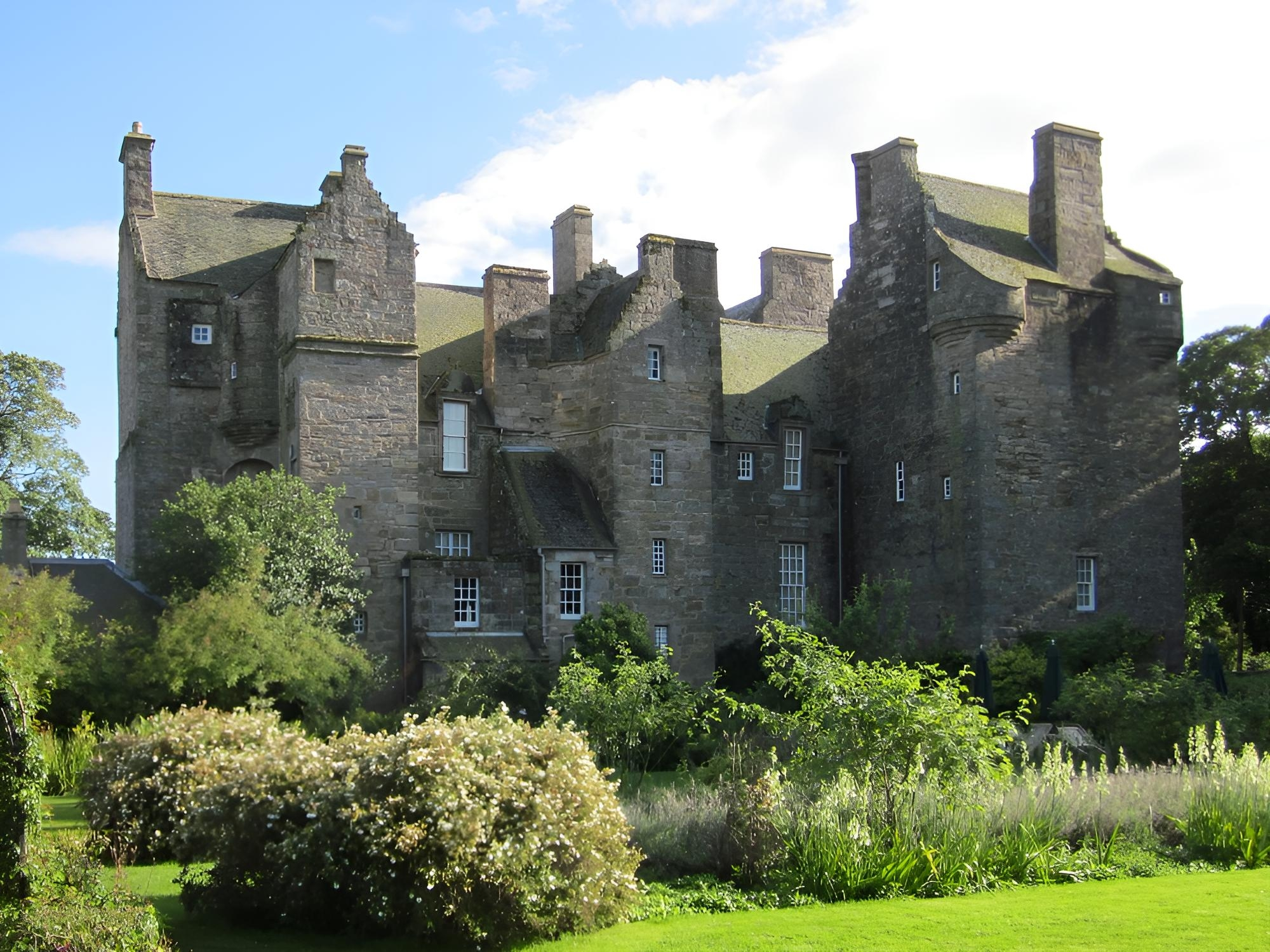
Kellie Castle

- Kellie Castle: Um 1878 von der Familie Lorimer restauriert, enthält es prachtvolle Stuckdecken, lackierte Verkleidungen und Möbel, die von Sir Robert Lorimer entworfen wurden.
- Torosay Castle, Isle of Mull: Seit dem frühen 19. Jahrhundert residiert hier die Familie Guthrie. Robert Lorimer entwarf die Gärten im ausklingenden 19. Jahrhundert.
- Herrenhaus Hill of Tarvit House bei Cupar: Für den Industriellen F. B. Sharp entwarf Robert Lorimer Umbaupläne für dieses Landhaus im edwardianischen Stil (verwirklicht 1905 bis 1906).
- Ardkinglas House bei Cairndow: Im Auftrag von Sir Andrew Noble, 1. Baronet erbaute Lorimer 1907 dieses geräumige Anwesen mit eigenen Parks und Gartenanlagen.
- St Giles’ Cathedral in Edinburgh: Sie ist die Hochkirche Edinburghs, in der Südostecke der Kathedrale befindet sich die Kapelle des altehrwürdigen Distelordens. Sie wurde 1911 von Lorimer entworfen und gebaut.
- Royal Marine Hotel in Brora: Das Hauptgebäude entstand 1913 und wurde von Sir Robert Lorimer entworfen.

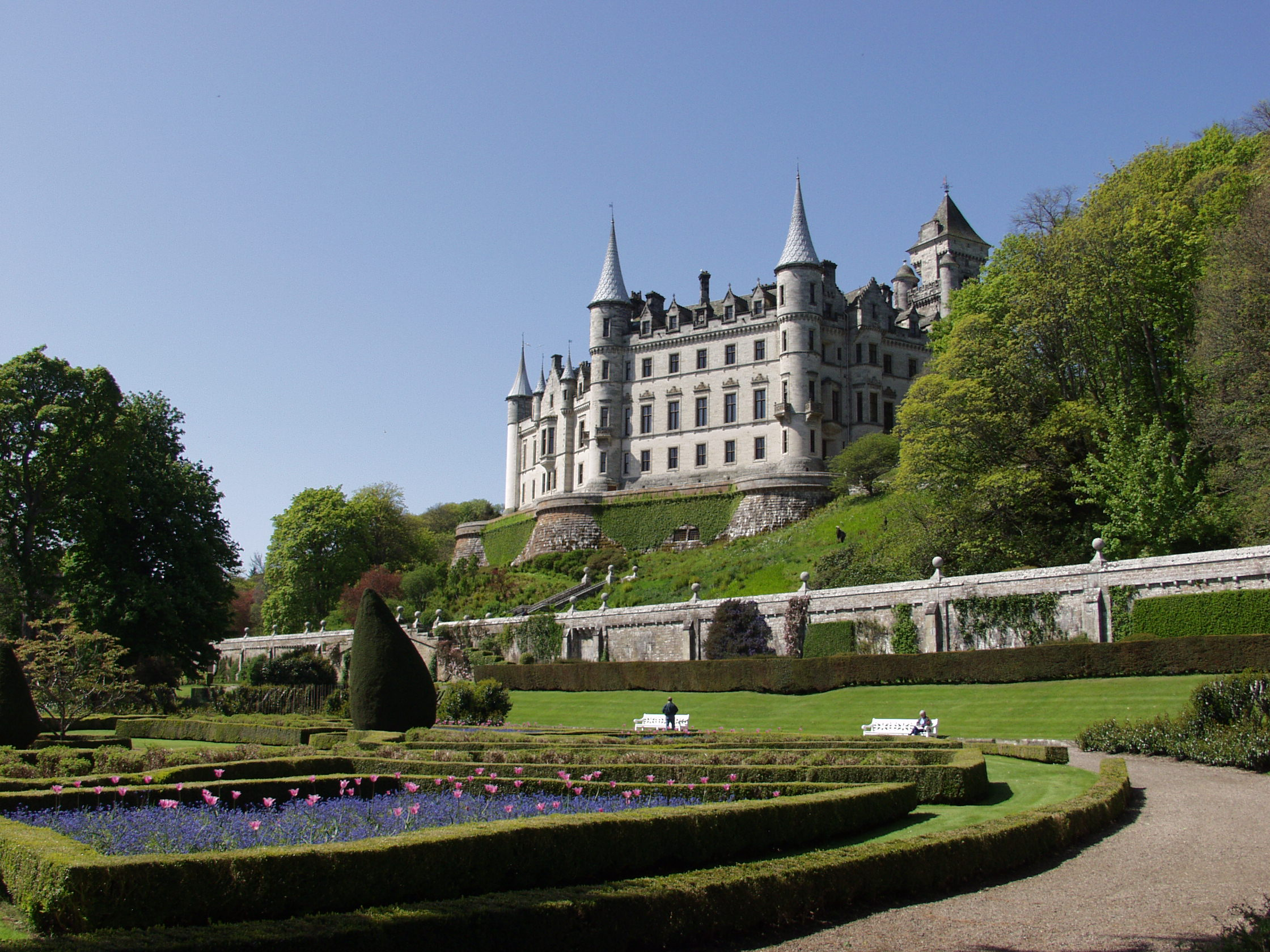
Dunrobin Castle mit Parkanlagen

- Dunrobin Castle bei Inverness: 1915 wurde ein Teil des Schlosses durch einen Brand vernichtet, der jetzige Zustand des Schlosses entstammt der Idee von Sir Charles Barry und der Restaurierung und Renovierung durch Lorimer.
- Niederzwehren Cemetery: Die Commonwealth-Kriegsgräberstätte in Kassel-Niederzwehren wurde 1922/23 von Lorimer entworfen und nach seinen Plänen gebaut.

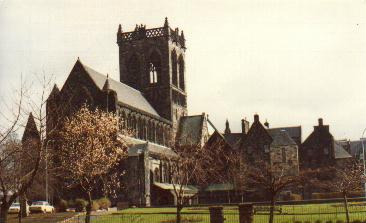
Paisley Abbey

- Paisley Abbey: Die heutige Kirche stammt im Kern aus dem 15. Jahrhundert und ist heute das Ergebnis zahlreicher Restaurierungen und Umbauten. Der lange Chor wurde im 19. und 20. Jahrhundert restauriert, die Einrichtung geht auf Robert Lorimer zurück.
- Edinburgh Castle: Die mittelalterliche „Great Hall“, das schottische War Memorial, wurde 1927 von Robert Lorimer entworfen.
- Inverness Cathedral: Dieses imposante, üppig verzierte neugotische Bauwerk wurde 1866 bis 1869 errichtet. Der Lettner und das Kruzifix sind Werke Robert Lorimers.